# Forum 21
Društvo za politična, gospodarska, razvojna, socialna, kulturna in etična vprašanja Forum 21  je bilo društvo, ustanovljeno 14. maja 2004 z namenom proučevanja odprtih političnih, gospodarskih, razvojnih, socialnih, kulturnih in etičnih vprašanj globalne in slovenske družbe. Ukvarjalo naj bi se s premišljevanji o temeljnih in najrelevantnejših vprašanjih sveta, evropske prihodnosti ter slovenske družbe, bilo naj bi moralna podpora levici, tako kot je Nova revija desnici.
Po navedbi na spletni strani ima 287 članov iz vse Slovenije in je pestrega sestava. Člani so iz različnih družbenih slojev, generacij, poklicev in skupin in imajo tudi različne politične poglede.
Konec decembra 2020 je Milan Kučan v pismu predlagal članom, da se društvo zaradi kadrovskih, finančnih in tehničnih težav in nedejavnosti v začetku leta 2021 ukine. 15. januarja 2021 je skupščina društva z več kot dvotretjinsko večino sprejela sklep, da društvo preneha delovati, 1. junija 2021 pa je bilo izbrisano iz poslovnega registra.

## Člani

### Vodstvo
- Predsednik: Milan Kučan
- Podpredsednik: Slavko Pregl
- Tajnik: Božo Kovač
- Programski svet: Niko Toš (predsednik), Danica Purg, Lojze Sočan, Robert Blinc (umrl 2011), Bojko Bučar, Stojan Petrič, Slavko Pregl, Zdenko Roter, Sasha Goldman, Mirjana Ule
- Upravni odbor: Milan Kučan, Slavko Pregl, Božo Kovač, Jaro Berce, Janez Bohorič, Sandi Češko, Marta Kos Marko, Miha Ribarič, Janez Škrabec, Igor Saksida, Maks Tajnikar, Franc Zalar

### Ustanovni člani
Med ustanovnimi člani Foruma 21 so bili: Zoran Janković, Bruno Korelič, Herman Rigelnik, Srečko Meh, Janez Pergar, Črt Mesarič, Miloš Kovačič, Tone Turnšek, Bine Kordež, Miran Goslar, Niko Toš, Bojko Bučar, Zdenko Roter, Ljubo Bavcon (umrl 2021), Dušan Nećak, Božo Repe, Mirjana Ule, Lojze Sočan, Lev Kreft, Lucija Čok, Andrej Košak, Gojmir Lešnjak, Vita Mavrič, Peter Božič (umrl 2009), Saša Pavček, Mitja Rotovnik, Polona Vetrih, Evald Flisar, Janez Kocijančič (umrl 2020), Danica Purg, Tone Vogrinec, Marko Kosin, Marko Bulc (umrl 2019), Ivo Daneu, Franci Kek, Franci Pivec, Božo Zorko, Dino Pucer, Miloš Prosenc, Vasja Predan, Emil Zakonjšek, Primož Hainz, Silvo Komar, Tjaša Andrée Prosenc, Meta Dobnikar, Zoran Predin in drugi.